# Valleroy, Doubs
Valleroy är en kommun i departementet Doubs i regionen Bourgogne-Franche-Comté i östra Frankrike. Kommunen ligger i kantonen Marchaux som tillhör arrondissementet Besançon. År 2022 hade Valleroy 144 invånare.

## Befolkningsutveckling
Antalet invånare i kommunen Valleroy
Referens:INSEE